# Gabonská socialistická strana
Gabonská socialistická strana (francouzsky Parti Socialiste Gabonais, PSG) je malá politická strana v Gabonu založená roku 1991.

## Historie
Strana byla založena roku 1991 a následujícího roku se sloučila s Gabonskou socialistickou unií a Hnutím za národní obnovu do Afrického fóra pro obnovu. V roce 2005 předseda strany Augustin Moussavou King kandidoval za Gabonskou socialistickou stranu v prezidentských volbách. Získal 0,33 % hlasů a skončil z pěti kandidátů čtvrtý. V předčasných prezidentských volbách v roce 2009 nenominovala tato strana svého kandidáta a ve volbách podpořila kandidáta Gabonské lidové unie Pierra Mamboundoua.